# Akrar
Akrar is een dorp dat behoort tot de gemeente Sumbiar kommuna in het oosten van het eiland Suðuroy op de Faeröer. Akrar heeft 28 inwoners. De postcode is FO 927. Het dorp ligt aan de fjord Lopransfjørður, een zuidelijke uitloper van de Vágsfjørður.